# Рубісов Микола Костянтинович
Рубісов Микола Костянтинович (1866 — ?) — депутат Другої Державної Думи Російської імперії, член Української Центральної Ради.
Закінчив медичний факультет Харківського університету. Працював лікарем в Остерському повіті Чернігівської губернії та у конотопській залізничній лікарні. 1907 р. обраний до Другої Державної Думи Російської імперії, де входив до складу Української трудової громади. Член конституційно-демократичної партії. У квітні 1917 р. на Всеукраїнському національному конгресі обраний до складу Української Центральної Ради. Однак у травні він був замінений Євгеном Онацьким. Подальша доля невідома.